# T Cars
T Cars var ett brittiskt mästerskap för sedanbilar, som hölls mellan 1999 och 2007. I mästerskapet fick endast förare mellan fjorton och arton år delta. När serien startades 1999, var det det första och enda mästerskapet i Storbritannien som tillät förare under sexton år att tävla. Man körde även en extraserie under hösten, kallad T Cars Autumn Trophy. Till säsongen 2008 lades mästerskapet ned, på grund av för tunt startfält. Serien blev till slut ersatt av Fiesta Junior Championship 2010.

## Säsonger
| Säsong | Mästare              | Team               | Mästare (Autumn Trophy) | Team (Autumn Trophy) |
| ------ | -------------------- | ------------------ | ----------------------- | -------------------- |
| 1999   | Tom Boardman         | ?                  | ?                       | ?                    |
| 2000   | Stuart Hall          | Rouse Hall         | ?                       | ?                    |
| 2000   | Tom Kimber-Smith     | ?                  | ?                       | ?                    |
| 2001   | Ben Reeves           | ?                  | ?                       | ?                    |
| 2002   | Matthew Wilson       | ?                  | ?                       | ?                    |
| 2003   | Simon Walker-Hansell | ?                  | ?                       | ?                    |
| 2004   | Will Bratt           | ?                  | ?                       | ?                    |
| 2005   | Adrian Quaife-Hobbs  | PR Motorsport      | Adrian Quaife-Hobbs     | PR Motorsport        |
| 2006   | Luciano Bacheta      | PalmerSport Junior | Jolyon Palmer           | PalmerSport Junior   |
| 2007   | Daniel Brown         | Momo               | ?                       | ?                    |